# کشته‌شدن دو محیط‌بان در زنجان

میکائیل هاشمی متولد ۱۳۵۸ و مهدی مجلل متولد ۱۳۶۶.

کشته‌شدن دو محیط‌بان در زنجان به نام‌های مهدی مجلل و میکاییل هاشمی ۱۶ فروردین ۱۴۰۰ در پی یک تعقیب و گریز با شکارچیان غیرمجاز در منطقه فیله خاصه استان زنجان توسط سلاح جنگی کلاشینکف صورت گرفت. این منطقه، زیستگاه گونه‌های جانوری و گیاهی خاص است.

## موقعیت
وسعت منطقه حفاظت‌شده فیله خاصه در استان زنجان ۱۱ هزار و ۵۳۲ هکتار است. حیات وحش منطقه فیله شامل آهوی ایرانی، گراز، پرندگانی چون کبک، باقرقره، انواع پرندگان شکاری، انواع پرندگان آبزی و کنار آبزی مهاجر زمستانی و انواع خزندگان است. از گونه‌های درختی مانند درختان میوه و صنوبر و گونه‌های گیاهی چون انواع آویشن، درمنه، انواع خانواده گندمیان و گیاهان بالشتکی را می‌توان نام برد.
منطقه حفاظت‌شده فیله خاصه یا قره بوطه در شمالغربی استان زنجان و در مجاورت استان آذربایجان شرقی قرار دارد.

## شرح
این دو محیط بان در تعقیب شکارچیان غیرمجاز در منطقه «فیله خاصه» استان زنجان بودند. عصر دوشنبه ۱۶ فروردین ساعت ۳۰: ۱۸ دو محیط‌بان در منطقه فیله خاصه به سرنشینان یک دستگاه نیسان مشکوک می‌شوند که اقدام به تعقیب این افراد که در حال شکار غیرمجاز بودند، می‌کنند. تماس‌هایی که ادامه داشت به یک‌باره قطع می‌شود و پس از آن نه مهدی مجلل و نه میکاییل هاشمی هیچ‌کدام تلفن‌شان را پاسخ نمی‌دهند. تعقیب و گریز ادامه داشته و سرنشینان خودروی نیسان، خودرو را به سمت جاده زنجان به قزوین هدایت می‌کنند.
در همان ساعات اولیه یکی از شکارچیان توسط نیروهای محیط زیست دستگیر شد و دیگری هم فردای آن روز توسط مأموران پلیس آگاهی دستگیر شد. احتمال داده می‌شود شکارچیان سه نفر باشند. در بازجویی از منازل آنها مقدار قابل توجهی گوشت آهو کشف شد.
میکائیل هاشمی متولد ۱۳۵۸ و مهدی مجلل متولد ۱۳۶۶ بودند.

## واکنش‌ها
بعد از این ماجرا معاون رئیس‌جمهور و رئیس سازمان حفاظت از محیط زیست با انتشار پیامی از دستگاه قضایی درخواست کرد که هرچه سریعتر با عاملان کشته‌شدن محیط‌بانان زنجانی برخورد کند.

## کشته‌شدن محیط‌بانان در ایران
سرهنگ جمشید محبت‌خانی فرمانده یگان حفاظت محیط زیست کشور شهریور۱۳۹۹ به ایرنا گفت:
| « | ۱۴۱ تن از محیط‌بانان به واسطه حفظ محیط زیست به درجه رفیع شهادت نائل شدند. این در حالی است که سه هزار و ۵۰۰ محیط‌بان در سازمان حفاظت محیط زیست فعال هستند که پنج درصد آنها تاکنون شهید شدند. این آمار قابل مقایسه با شهدای دیگر نهادهای اداری نیست همچنین ۲۷۳ محیط‌بان به علت اصابت تیر جانباز شدند. | » |